# Jürgen Wittenstein
Jürgen Wittenstein, né le 26 avril 1919 à Tübingen et mort le 14 juin 2015, est un résistant germano-américain. Membre de La Rose blanche, il est connu aux États-Unis sous le nom de George J. Wittenstein.

## Biographie
Jürgen Wittenstein est né quelques mois après la mort de son père, Oscar Wittenstein (de), ingénieur décédé pendant un vol d'entraînement en septembre 1918, alors que la Première Guerre mondiale se terminait. 
De 1931 à 1937, il fréquenta un internat à Salem, petite ville non loin du lac de Constance dans le sud de l'Allemagne. Le directeur, un Allemand juif nommé Kurt Hahn, fut emprisonné dès 1933 par les National-Socialistes et il émigra en Écosse. K. Hahn exerça une forte influence sur Jürgen Wittenstein. En 1937, à 18 ans, le jeune homme termina ses études et s'engagea six mois dans le Reichsarbeitsdienst (Service du travail du Reich) puis effectua deux ans de service militaire. Il demanda le 19 décembre 1939 à être admis au sein du NSDAP (parti national socialiste des travailleurs allemands) et fut accepté comme membre le 1er juin 1940.
Ayant fait la connaissance de Alexander Schmorell pendant ses études, il devint membre du groupe de résistance La Rose blanche (die Weiße Rose). Il rendit visite, à Berlin, à Hellmut Hartert, qui était également un ami de Hans Scholl, pour l'inciter à collaborer à cette résistance. 
Après la Seconde Guerre mondiale, il émigra aux États-Unis et se maria avec la sœur de Hellmut Hartert, Elisabeth Hartert. Il eut quatre enfants de ce premier mariage. Après la mort de sa femme, il se maria avec Christel Bejenke, une femme d'origine allemande également. Il était l'un des tout derniers membres vivants de la Rose Blanche, il n'a pas eu le même sort  que ses camarades et jusqu'à la fin de sa vie, il s'en voudra de les avoir abandonnés.  